# Maxim Leitsch
Maxim Leitsch (ur. 18 maja 1998 w Essen) – niemiecki piłkarz występujący na pozycji obrońcy w niemieckim klubie VfL Bochum oraz w reprezentacji Niemiec do lat 21. Wychowanek Essener SG 99/06.